# سیگوین
سیگوین (Cygwin؛ تلفظ در آی‌پی‌آ: /ˈsɪɡwɪn/) مجموعه‌ای از ابزارهای نرم‌افزاری آزاد است که به نسخه‌های متفاوت از مایکروسافت ویندوز این امکان را می‌دهد که مانند سیستم‌عامل یونیکس عمل نمایند. این نرم‌افزار که در اصل توسط شرکت «سیگنوس سولوشنز» توسعه یافته است، تمرکز اصلی‌اش بر انتقال نرم‌افزارهایی که بر روی سیستم‌عامل‌های پازیکس∗ (مانند لینوکس، بی‌اس‌دی و یونیکس) اجرا می‌شوند، است تا این نرم‌افزارها را بتوان در محیط سیستم‌عامل ویندوز نیز اجرا نمود.
سیگوین هم‌اکنون توسط کارکنان شرکت‌های ردهت و تایم‌سیس و دیگران پشتیبانی و نگهداری می‌شود.
این نرم‌افزار از یک کتابخانه پیوندی پویا (DLL) برای خدمات بنیادی‌اش استفاده می‌کند و استفاده ابزارهایی چون gcc, binutils, gdb, make که به‌طور معمول در نسخه‌های متفاوت سیستم‌عامل‌های پازیکسی موجودند را در محیط ویندوز فراهم می‌کند. باید توجه داشت که پرونده‌های اجرایی سیستم‌های دیگر (مانند لینوکس) تحت این محیط اجرا نمی‌شوند و برای اجرای آنها باید، کد منبع را بر روی سکوی مقصد (که در اینجا ویندوز است) مجدداً همگردانی نمود.
فهرست راهنمای نصب سیگوین مانند ریشه رفتار می کند و از یک طرح مشابه با سیستم موجود در شبه یونیکس که دارای فهرست های آشنا مانند bin/, /home, /etc, /usr, /var, است، پیروی می کند و به صورت پیش فرض صدها برنامه و ابزارخط فرمان را که معمولاً در دنیای یونیکس وجود دارد شامل می شود، به علاوه شبیه ساز ترمینال Mintty که ابزار پیش فرض واسط خط فرمان است برای تعامل با محیط ارائه می شود.
سیگوین ادغام بومی برنامه های مبتنی بر ویندوز، داده ها و سایر منابع سیستم را با برنامه ها ، ابزارهای نرم افزاری و داده های محیط شبه یونیکس فراهم می کند. بنابراین می توان برنامه های ویندوز را با استفاده از محیط سیگوین و ابزارها و برنامه های سیگوین  در بستر عملیاتی ویندوز استفاده کرد.
سیگوین از دو بخش تشکیل شده است: یک کتابخانه پیوند پویا (DLL) به عنوان یک لایه سازگاری API (رابط برنامه نویسی کاربردی) در قالب یک کتابخانه استاندارد سی که بخش قابل توجهی از عملکرد پازیکس API را ارائه می دهد ، و یک مجموعه گسترده از ابزارهای توسعه نرم افزار و برنامه هایی که نگاه و احساس شبه یونیکس را ارائه می دهند.

## شرح
- سیگوین شامل کتابخانه ای است که API فراخوانی سیستم پازیکس را از نظر فراخوانی های سیستم Win32 ، یک ابزار توسعه (گنو)GNU (شامل (جی سی سی)GCC و (گنو دیباگر)GDB) برای توسعه نرم افزار و اجرای تعداد زیادی از برنامه های کاربردی معادل برنامه های مربوط به سیستم های یونیکس ، پیاده سازی می کند. برنامه نویسان بسیاری از برنامه ها و بسته های (بی اس دی)Unix ، GNU ، BSD و لینوکس را به سیگوین منتقل کرده اند ، از جمله سیستم های X Window ، K Desktop Environment 3 ، GNOME[۱]  ، Apache ، TEX . سیگوین اجازه نصب دیتونهای indd ، syslogd ، sshd ، آپاچی و سایر خدمات را به عنوان سرویسهای استاندارد ویندوز فراهم می کند و به سیستمهای مایکروسافت ویندوز امکان سرور یونیکس و لینوکس را می دهد.

برنامه های سیگوین با اجرای برنامه "راه اندازی" سیگوین نصب می شود ، که برنامه های لازم و پرونده های بسته های ویژه را از مخازن موجود در اینترنت بارگیری می کند. راه اندازی می تواند برنامه ها و بسته های کد منبع آنها را نصب ، بروزرسانی و حذف کند. نصب کامل بیش از 36 گیگابایت فضای دیسک هارد خواهد داشت ، اما تنظیمات قابل استفاده ممکن است به 1 یا 2 گیگابایت نیاز داشته باشد.

## تاریخچه
سیگوین در سال 1995 به عنوان پروژه ای از استیو چمبرلین ، مهندس Cygnus آغاز شد، او مشاهده كرد كه ویندوز NT و 95 از COFF به عنوان فرمت آبجکت فایل خود استفاده می كنند و GNU قبلاً شامل پشتیبانی از x86 و COFF ، و newlib كتابخانه C بود. او فکر کرد که می توان GCC را مجدداً تنظیم کرد و یک همگردانی دوگانه را تولید کرد که می تواند بر روی ویندوز اجرا شود. این امر عملی بود و نمونه اولیه به سرعت توسعه یافت.
قدم بعدی تلاش برای راه اندازی مجدد کامپایلر بر روی یک سیستم ویندوز بود ، که نیاز به شبیه سازی کافی از یونیکس داشت تا بتواند اسکریپت پوسته اوتوکانف را تنظیم کند. یک مترجم فرمان سازگار با پوسته بورن ، مانند bash ، مورد نیاز بود و به نوبه خود یک سیستم شبیه سازی تماس با فراخوان سیستمی و ورودی / خروجی استاندارد بود. ویندوز دارای عملکردهای مشابه است ، بنابراین کتابخانه سیگوین فقط به ارائه یک API سازگار با POSIX و ترجمه صحیح فراخوان ها و مدیریت نسخه های خصوصی داده ها ، مانند توصیف گر پرونده ، نیاز داشت.
در ابتدا به سیگوین gnuwin32 گفته می شد. این نام برای تأکید بر نقش Cygnus در ایجاد آن به سیگوین32 تغییر یافته است. هنگامی که مایکروسافت مارک تجاری Win32 را ثبت کرد ، 32 مورد کاهش یافت و به سادگی به سیگوین تبدیل شد.

## پیوست بیرونی
1. وب‌گاه رسمی سیگوین
2. سیگوین در وب‌گاه Freshmeat.net
3. updated: cygwin 3.0.7-1